# Markova, la légende
Markova, la légende est un téléfilm français écrit, produit, écrit et réalisé en 2001 par Dominique Delouche et diffusé la même année par Muzzik.

## Synopsis
Âgée de 91 ans, Alicia Markova, la légendaire ballerine anglaise, ancienne des Ballets russes et cofondatrice de l'English National Ballet est, sur l'instigation du cinéaste Dominique Delouche, à l'Opéra de Paris.. Elle y partage avec des danseuses à la fois ses souvenirs et les secrets des chorégraphies que lui enseignèrent les grands maîtres de son époque.

## Fiche technique
- Titre : Markova, la légende
- Réalisateur, scénariste et producteur : Dominique Delouche
- Conseiller artistique : Clément Crisp
- Directeur de la photographie : Jean-Claude Marisa
- Sociétés de production : Les Films du Prieuré, Muzzik
- Sociétés de distribution : Muzzik (TV), Doriane Films (Collection : Etoiles pour l'exemple N°3)
- Produit avec le concours de l'Opéra National de Paris
- Montage : Vincent Vierron
- Ingénieur du son : Sylvain Testor
- Programme musical :
  - Le Chant du rossignol, poème symphonique en trois parties d'Igor Stravinsky adapté en 1917 pour les Ballets russes de Serge de Diaghilev d'après son opéra « Le Rossignol» , créé en 1920 à l'Opéra de Paris. Nouvelle chorégraphie en 1925 de George Balanchine pour la reprise du ballet à Paris, le 17 juin 1925 avec Alicia Markova  dans le rôle-titre. Danseuse en 2001 : Myriam Ould-Braham
  - « La Fée Dragée », extrait de Casse-Noisette, ballet-féerie de Piotr Ilitch Tchaïkovski en deux actes (1892), chorégraphie de Marius Petipa. Danseuse en 2001 : Emilie Cozette
  - Giselle, Acte 1, Variation musique d'Adolphe Adam, chorégraphie originale : Jean Coralli et Jules Perrot (1841). Danseuse en 2001 : Laetitia Pujol
  - « Princesse Florine », extrait de La Belle au bois dormant, ballet en un prologue, trois actes et cinq tableaux de Piotr Ilitch Tchaïkovski(189o), chorégraphie de Marius Petipa.  Danseuse en 2001 : Nolwenn Daniel
  - Les Sylphides est un ballet en un acte de Michel Fokine (1909), sur une musique de Frédéric Chopin
    - « Prélude », dansé en 2001 par Elisabeth Platel
    - « Pas-de-deux » (idem). Danseurs en 2001 : Hervé Moreau et Laurence Laffon

- Date et lieu de tournage : 2001, à l'Opéra National de Paris.
- Pays :  France
- Langue : français
- Format : Couleurs et Noir et blanc - Béta numérique
- Dédicace :  à Irène Lidova
- Remerciements : Opéra National de Paris, Hugues Gall (directeur de l'Opéra de Paris), Brigitte Lefèvre (directrice de la danse)
- Copyright : Les Films du Prieuré - Muzzik 2001
- Durée : 91 minutes
- Dates de sortie :
- France : 2001 sur la chaîne (Muzzik)
- France : 1er mai 2005 en DVD

## Distribution (dans leur propre rôle)
- Alicia Markova
- Elisabeth Platel, étoile de l'Opéra de Paris
- Laetitia Pujol, danseuse de l'Opéra de Paris
- Nolwenn Daniel, danseuse de l'Opéra de Paris
- Laurence Laffon, danseuse de l'Opéra de Paris
- Hervé Moreau, danseur de l'Opéra de Paris
- Emilie Cozette, danseuse de l'Opéra de Paris
- Myriam Ould Braham, danseuse de l'Opéra de Paris
- Milorad Miskovitch
- Elena Bonnay, pianiste
- Dominique Delouche (voix seulement introduisant le film)